# 荒井翔伍
荒井 翔伍（あらい しょうご、1989年（平成元年）10月1日 - ）は、千葉県出身の競艇選手。登録番号4608。身長158cm。血液型O型。106期。東京支部所属。同期に、岩瀬裕亮、今井美亜らがいる。

## 来歴
- 2010年5月、平和島競艇場での一般競走でデビュー(4着)。
- 2010年6月24日、桐生競艇場で行われた第13回東京スポーツ杯3日目6レースで水神祭を飾る(5号艇・6コース)。
- 2012年12月、多摩川競艇場の24レース場対抗戦で初優出(5号艇・6着)。
- 2013年9月、桐生競艇場で行われた第28回新鋭王座決定戦でG1初出場。
- 2014年3月、芦屋競艇場で行われたBP勝山オープン20周年記念で初優勝(決まり手は逃げ)。

## 人物・エピソード
- 師匠は石渡鉄兵。ペラグループはTASKに所属。
- 生まれて7歳までは沖縄で育つ。
- 高校時代は野球部に所属。現在も草野球を行っており、地元の友人チーム、レーサーの先輩率いる『オーバー40's』、江戸川関係の3つのチームに入っている。
- G1初出場となった新鋭王座の開会式では、藤崎マーケットの『ラララライ体操』を真似た『アララライ体操』を披露[1]。その後、芸人のギャグを真似たパフォーマンスが開会式での荒井の定番となった。2015年9月に行われたヤングダービーの開会式では、とにかく明るい安村の“全裸に見えるポーズ”のボートレースバージョンを披露するなど、開会式のパフォーマンスには定評がある[2]。